# Municipio de Turkey
El municipio de Turkey (en inglés: Turkey Township) es un municipio ubicado en el  condado de Sampson en el estado estadounidense de Carolina del Norte. En el año 2010 tenía una población de 2.181 habitantes.

## Geografía
El municipio de Turkey se encuentra ubicado en las coordenadas 35°0′4.6″N 78°12′9.98″O / 35.001278, -78.2027722.